# جون قسطنطين (شخصية)
جون قسطنطين هو بطل مخالف للعرف في دي سي كومكس، ظهرت الشخصية لأول مرة في يونيو 1985.